# قصريك سفلي
قصريك سفلي هي قرية في مقاطعة سلماس، إيران. يقدر عدد سكانها بـ 104 نسمة بحسب إحصاء 2016.